# Organic Plastic Music
『Organic Plastic Music』（オーガニック・プラスチック・ミュージック）は、orange pekoeによる1枚目のアルバム。2002年5月22日発売。発売元はBMG JAPAN。

## 収録曲
1. Introduction（0:36）
作曲：藤本一馬
インストゥルメンタル
2. 愛の泉（3:24）
作詞：ナガシマトモコ、作曲：藤本一馬
3. 太陽のかけら（3:04）
作詞：ナガシマトモコ、作曲：藤本一馬
1stシングル
4. アダジオ（2:29）
作詞：ナガシマトモコ、作曲：藤本一馬
「やわらかな夜」収録
5. 12ヶ月（4:04）
作詞：ナガシマトモコ、作曲：藤本一馬
6. Happy Valley（2:20）
作詞：ナガシマトモコ、作曲：藤本一馬
3rdシングル。PV監督は木之村美穂
7. サンクチュアリ（3:55）
作詞：ナガシマトモコ、作曲：藤本一馬
「太陽のかけら」収録
8. 記憶（4:29）
作曲：藤本一馬
9. やわらかな夜（2:40）
作詞：ナガシマトモコ、作曲：藤本一馬
2ndシングル。シーボン化粧品CMソング
10. ONE AND ONLY DAY（4:35）
作詞：ナガシマトモコ、作曲：藤本一馬
11. bottle（3:15）
作詞：ナガシマトモコ、作曲：藤本一馬
12. 深街魚（4:03）
作詞：ナガシマトモコ、作曲：藤本一馬
13. LOVE LIFE（3:04）
作詞：ナガシマトモコ、作曲：藤本一馬
「orange pekoe」収録。NHK大阪「かんさい元気宣言」　30秒スポットCMソング
14. tiny,baby（3:11）
作詞：ナガシマトモコ、作曲：藤本一馬

## 演奏
- ナガシマトモコ：All Vocals & Background Vocals
- 藤本一馬：All Guitars, Bass, Synthesizers, Samples & Programmings
- 加瀬達：Acoustic Bass (#2.3.5.6.7.8.11)
- 鈴木恵子 (This Time)：Fender Rhodes (#2.4.13)
- 弦一徹ストリングス：Strings (#2.6.8.11)
- 伊原康二
  - Hammond Organ (#3)
  - Acoustic Piano (#7)
- YOKAN：Trombone, Flugelhorn, Flute (#3)
- Atsushi "Micchon" Mizuno：Acoustic Bass (#4.13)
- 立岩健一：Bongo (#4)
- 高橋レナ：Electric Piano (#5)
- 岡淳：Sax Solo (#6)
- エリック・ミヤシロ、寺内茂：Trumpet (#6)
- 野村裕幸：Trombone (#6)
- 竹上良成：Alto Sax (#6)
- 山本公樹、勝田一樹：Tenor Sax (#6)
- 鈴木良雄：Acoustic Bass (#9)
- セシル・モンロー：Drums (#9)
- 渡辺匡彦：Vibraphone (#9)
- Saxophobia：Brass Section (#9)
- Akira Shibui：Electric Bass (#10)
- Tomonori Fujiyama：Cuica (#10)
- 石川智：Repeque de mao, Caxixi, Surdo, Ankle Beans, Craves (#11)
- 山崎智弘：Electric Bass (#12)
- 黒田卓也：Trumpet (#12)
- 木住野佳子：Fender Rhodes (#14)
- 清水勇博：Drums (#14)